# 2013年中华人民共和国集中打击整治网络违法犯罪专项行动
2013年中华人民共和国集中打击整治网络违法犯罪专项行动由中华人民共和国公安部统一部署，副部长傅政华、陈智敏负责具体操作实施，在中国大陆进行的一场集中打击整治所谓“网络违法犯罪”的行动，包括官方所称的网络谣言、网络卖淫、网络传销和网络敲诈勒索等，时间是2013年6月到12月。8月中旬开始，中华人民共和国公安部开始“深化”打击整治网络违法犯罪专项行动，主要内容是：“重点打击网络违法犯罪；整顿互联网安全管理秩序；建立打击网络违法犯罪长效机制”。
这场行动在8月下旬继续升级，秦火火案、薛蛮子案、傅学胜案集中爆发。一些媒体认为，这与北京市公安局局长傅政华于8月兼任公安部副部长有关。并引起了有关言论自由和公民权利的争议。
本次行动主要打击民间造谣者和传谣者，官方人员少有被处理者，湖南省岳阳市住房和城乡建设局副局长罗某是首个被刑拘的造谣官员。

## 各地区
各省、自治区排列按照汉语拼音先后顺序。

### 安徽
2013年8月31日，安徽省宿州市市委市政府召开“净网”行动启动会议，宿州市市委常委、政法委书记许广斌主持，各区、县宣传部、公安局等单位参加，中共宿州市市委对在宿州市“净网”行动进行全面部署，集中整治网络造谣、传谣。
安徽省通报行动结果：“处理涉网刑事案件381起，刑事拘留427人，逮捕208人，治安处罚143人，打掉犯罪团伙29个；指导IDC清退缺乏开办资质的网站513家；依据网络管理有关行政法规警告处罚网站19家，责令限期整改97家，停机整顿2家，停止联网7家，违法信息数量7、8月份同比分别下降36%和48%，互联网秩序逐渐好转。”

### 北京
8月19日，警方搜查北京尔玛互动营销策划有限公司，并抓捕公司主要成员秦火火、立二拆四等六人，罪名是造謠傳謠3000餘件、联网蓄意制造传播谣言、恶意侵害他人名誉及非法攫取经济利益。
8月25日，《新快报》记者刘虎因涉嫌“造谣传谣”被重庆市渝北区公安局拘留，警方同时带走其电脑。7月29日，刘虎实名举报国家工商总局副局长马正其，称马正其在重庆市任职期间在国企改制上涉嫌严重渎职，使得1000万元国有资产被侵占，国家工商总局没有回应此事。
9月5日，最高人民法院审判委员会第1589次会议、2013年9月2日由最高人民检察院第十二届检察委员会第9次会议通过了《关于办理利用信息网络实施诽谤等刑事案件适用法律若干问题的解释》并于次日予以公布，9月10日起正式实施。

### 甘肃
9月17日，甘肃天水市张家川县公安局拘留甘肃省张家川回族自治县初三学生杨某，警方称：杨某在9月14日中午在其微博、QQ空间造谣发布“警察与群众争执，殴打死者家属”、“凶手警察早知道了”、“看来必须得游行了”等，而且转发被超过中华人民共和国最高人民法院规定的限制次数500次，“散布谣言、煽动群众游行，严重的妨害了社会管理秩序，同时给公安机关在处理高某非正常死亡一案过程中带来极大被动，造成恶劣社会影响”。
2014年3月，甘肃省兰州市“兰州威立雅水务集团公司”给全市供应的自来水“苯”含量严重超标，而且自来水带有强烈的异味，兰州市市民在网络、坊间等控诉这个严重威胁到人民群众生命安全的水质问题，当时兰州市人民政府借“2013年中华人民共和国集中打击整治网络违法犯罪专项行动”的机遇肆意逮捕讲述“自来水安全问题”的群众，并且称这些人说兰州市的自来水有问题是纯粹“造谣”。2014年4月12日，兰州市市长就“自来水问题”被迫向全市人民道歉。

### 广东
2013年8月26日，深圳市公安逮捕2名在网络上歪曲、炒作网络热点的谭某某和李某，以“寻衅滋事罪”行政拘留。
2013年8月27日，广州市公安逮捕一名网民张某，其涉及“诽谤”中共烈士“狼牙山五壮士”，称其是因为用枪支欺负老百姓，被老百姓将他们的行踪告诉了大日本帝国军队。并将其处以行政拘留7日。

### 河北
2013年8月26日，河北省邢台市清河县公安局行政拘留一名20岁女子赵某，赵某在百度贴吧“清河吧”发布消息称“听说娄庄发生命案了，有谁知道真相吗？”。

### 河南
河南省平顶山市开展6个月的行动，主要打击“利用互联网煽动颠覆国家政权、推翻社会主义制度，煽动分裂国家、破坏国家统一的犯罪活动；利用互联网窃取、泄露国家机密、情报和军事机密等危害国家安全和社会稳定的违法犯罪”，8月23日，平顶山官方称：“网络违法犯罪案件88起，刑事拘留64人，治安处罚45人，逮捕27人”。

### 湖北
湖北省武汉市公安打掉一个网络谣言炒作公司，逮捕27人，该公司600名“五毛党”，发一个帖子奖励5毛钱，分布在28个省市，有312个“大V”。

### 湖南
2013年8月26日，湖南省网络宣传办称，自从2013年5月开始，湖南省省委省政府响应中华人民共和国中央人民政府开展的“集中打击网络犯罪专项行动”，开展“网络谣言集中治理专项行动”，查出10余家网站，关闭涉嫌“诈骗、传销等”微博320余个，拦截、过滤信息6700余条，纠正不规范信息4560条。
2012年农历三月三日，长沙市多地有“地菜有毒”的传言，长沙疾控中心出面辟谣，随后逮捕利用“手机短信”散播谣言者。
2012年9月，长沙市某大学生赵某在QQ群散布“长沙一少女被3个爱国青年轮奸”，长沙市公安逮捕赵某，对其训诫，责令其写下保证书，同时要求其在QQ群致歉和澄清事实。
2013年，有微博称“长沙168路公交司机因乘客不买票，僵持中竟熄火，下车抽烟。乘客中‘杀’出一位大姐，坐上驾驶室，点火、关门、起步一气呵成。载着乘客一路狂飙，到了她自己要下的站，大姐熄火、开门、下车。随后司机打出租车追来，一车人呆了……长沙，一座你惹不起的城市！”长沙市公安对这条微博进行追查，发现这条微博跑遍全中国，仅仅是换了城市和公交路线，但是没有逮捕到传谣者。同时，有微博、微信“长沙KTV小姐中有156名患有艾滋病，某大酒店就有七八位！并且向普通人扩散，昨天一天就有13名90后被查出艾滋病。”8月2日，长沙市疾控中心称该微博是谣传，内容不实，同样出现在中国各地，仅仅是把地点换成了长沙。
2013年8月23日，常德市临澧县人民法院判处编造谣言的夫妻向当地副局长刘军（化名）当面道歉并且在微博致歉，事发原因是临澧县某局刘军副局长的女儿开车撞伤该夫妻的儿子，刘军家拖延其5000元医药费没有支付，该夫妻无奈之下在新浪微博发微博称“副局长撞人”，事实上是副局长女儿撞人。
2013年9月，岳阳市住房和城乡建设局副局长罗某因为造谣某渔馆使用潲水油而被刑拘。

### 江苏
江苏省公安逮捕周禄宝，称其涉嫌“网络敲诈勒索”，2011年6月，周禄宝在广西桂林阳朔旅游，他看到鉴山寺多人捐款几百元，思忖该寺可能有欺诈行为，随后在网上发布《和尚吃人不吐骨头让谁蒙羞》的帖文，2011年8月3日，鉴山寺方丈大师把4万元人民币打入周禄宝账户，8月8日，周禄宝又发布帖文《桂林鉴山寺直面“网事”成就网络监督》，在文中表示“深深致歉”。8月中旬，周禄宝发布帖文谈浙江乌镇修真观，举报该道观“强迫客人烧香，收取高额烧香费”，并且多次打电话给主持道长，道长在8月22日打钱6.8万元人民币到周禄宝账户。2012年，某地地方政府以及开发商征地与居民发生矛盾，居民不同意卖地，寻找周禄宝帮助，居民集体集资22万元人民币，预先支付6万元给周禄宝，周禄宝随后在网络发帖抨击当地政府及开发商，当地政府及开发商被迫找周禄宝商谈征地一事，支付周禄宝80万元人民币封口，周禄宝收款之后，发帖赞美当地政府及开发商“直面问题，改进问题”。

### 宁夏
6月26日，宁夏回族自治区公安厅开展了“集中打击整治网络违法犯罪专项行动电视电话会议”，涉及公安、宣传、法院、检察院、民政、工商、通信管理、人民银行、银监、广电等十个部门、从6月到12月开展为期半年的集中打击整治网络违法犯罪专项行动。

### 青海
7月26日，青海省印发了《集中打击整治网络违法犯罪专项行动工作方案》，青海省人民政府称，行动之后，网络秩序和网络舆论环境明显好转。

### 山西
山西省晋中市刑拘网民“李俊鹏”和网民“江湖笑话录”，两人散播谣言，根据《中华人民共和国治安管理处罚法》第二十五条被刑拘五天。

### 陕西
陕西公安共处理网络违法犯罪案件6起，整顿网络企业283家，逮捕网络犯罪嫌疑人22人。

### 上海
8月20日，某信息公司总裁傅学胜因涉嫌“造谣”被逮捕，其微博帖文主要是“副区长贪污20多亿，包养10多名情妇”，“中石化女处长接受‘非洲牛郎’性贿赂”，警方称其“合成图片、胡编乱造、雇佣五毛，大肆恶炒”。

## 刑法
中华人民共和国法律法规条文对于谣言的追责主要是三种，其一，民事责任，主要涉及个人名誉问题；其二，行政责任，散布险情、疫情、警情或扰乱公共秩序，面临拘留及罚款；其三，刑事责任，情节严重、构成犯罪，将判刑坐牢。

## 社会舆论
- 《钱江晚报》专文《“官谣”一旦成风，“谣翻中国”便不只是笑话》指出“秦火火嘴里的‘谣翻中国’，顶多是一种狂妄和无知，而‘官谣’一旦成风，‘谣翻中国’就可能不会仅仅是个笑话。到目前为止，还没有一个‘官谣’的制造与发布者，像秦火火门的‘民谣’一样，有人为之付出犯罪的成本。”

- 广州市公安局的新浪微博官方号发布微博称：“散布谣言的客观后果要足以引起群众恐慌，干扰了国家机关以及其他单位的正常工作，扰乱了社会秩序，才能适用治安处罚法，而一些歪曲历史事实的谣言，不是现实的，没有扰乱公共秩序。子产不毁乡校。打击造谣要防扩大化，若人人噤若寒蝉，道路以目，显然是噩梦。”